# ケレク人
ケレク人（Kerek）は、ロシアの民族である。チュクチ・カムチャツカ語族に属すケレク語を話す。人種はモンゴロイドに属し、1897年には102人のケレク人がいたが、2002年には8人に減り、2010年の国勢調査では、ロシア内に民族としては4人しか残っていない。20世紀中、ケレク人はチュクチ人に吸収されてきた。

## 言語
ケレク語が母語であったが、もう話されていない。現在のケレク人はチュクチ語とロシア語を話す。ケレク語はコリヤーク語に近く、その方言としてみなされる場合もある。

## 生活
ケレク人の生活は狩猟採集漁撈であり、野生のシカや山ヤギを狩り、犬ぞりに乗って海の遠くまで出向いて海産哺乳類を得ていた。宗教はシャーマニズムである。